# Langerra longicymbia
Langerra longicymbia is een spinnensoort in de taxonomische indeling van de springspinnen (Salticidae).
Het dier behoort tot het geslacht Langerra. De wetenschappelijke naam van de soort werd voor het eerst geldig gepubliceerd in 1991 door Da-xiang Song & Jian-yuan Chai.